# Elżbieta Pejko
Elżbieta Pejko (ur. 8 lutego 1973 w Białymstoku) – polska aktorka teatralna i filmowa. Lektor. Ukończyła studia na Akademii Teatralnej im. Aleksandra Zelwerowicza na Wydziale Sztuki Lalkarskiej w Białymstoku.
Od roku 1996 aktorka Teatru Lalek i Aktora Guliwer w Warszawie.

## Filmografia
- Atrakcyjny pozna panią…(2004), jako Mariolka

## Role teatralne
- Jaś i Małgosia. Bajka znana - przepisana – Piotr Tomaszuk, jako Małgosia, reżyseria Piotr Tomaszuk (premiera 2009)
- Słowik – František Pavlíček, jako Czarna cesarzowa, reżyseria Ewelina Pietrowiak (premiera 2008)
- Anhelli – Juliusz Słowacki, reżyseria Szczepan Szczykno (premiera 2006)
- Historia o królewiczu Rumianku – Józef Ignacy Kraszewski, reżyseria Ewa Grzywaczewska (premiera 1996)
- Chłopiec i szczęście – Singer I.B., Neuvirthova V., jako sługa i lwica, reżyseria Stanisław Ochmański (premiera 1997)
- Maciejowe podwórko – Marek Rębacz, jako Córka, reżyseria Marek Rębacz (premiera 2002)
- Supermarket – Małgorzata Kubicka, jako Beti, reżyseria Jarosław Tochowicz (premiera 2004)
- Wysocki, czyli przerwany lot – Marina Vlady, reżyseria Szczepan Szczykno, jako Marina Vlady (premiera 2006)

## Audiografia
- Pogarda – Alberto Moravia, książka mówiona (2008)
- Polka – Manuela Gretkowska, książka mówiona (2008)